# 本橋尚土
本橋 尚土(もとはし なおと、1982年1月4日 - ）は、日本の男性声優、ナレーター、司会者、MC、リングアナウンサー、ボイストレーナー。以前は元氣プロジェクト、トリトリオフィスに所属していた。現在はフリー。和歌山県出身。旧名、太田直人。

## 来歴・人物
- 2004年8月から2007年3月まで元氣プロジェクトに所属し、2007年10月から2008年3月までトリトリオフィスに所属。
- 2008年4月から2013年3月までは大和証券に勤務。
- 2013年4月よりフリーランスとして活動再開。

## 出演作品

### テレビアニメ
2004年
- スクールランブル（梅津茂雄）

2006年
- スクールランブル 二学期（梅津茂雄）

### 劇場版アニメ
2004年
- 劇場版 NARUTO -ナルト- 大活劇!雪姫忍法帖だってばよ!!

2005年
- 劇場版 NARUTO -ナルト- 大激突!幻の地底遺跡だってばよ

### OVA
2005年
- スクールランブル 一学期補習（梅津茂雄）

2009年
- アドリブ王子

### ゲーム
- でんぢゃらすじーさんと1000人のお友だち邪

### 吹き替え
- ダイ・バッド 死ぬか、もしくは悪 (ワル) になるか（ヒョンス）
- バイ・ジュン~さらば愛しき人~（ミン・トギ）
- バフィー 〜恋する十字架〜
- October Faction（Netflixドラマ）

### ナレーション
- アフラック生命保険
- ウルトラグラスコーティング
- 株式会社いしとも
- 株式会社セゾンファンデックス
- 株式会社総合印刷新報社
- 株式会社デジジャパン
- 株式会社ナリコー
- 京セラコミュニケーションシステム株式会社
- ジェッツだゼ
- スピングルムーヴ
- 東武百貨店ときめき評判コレクション2015秋冬
- 東武百貨店ときめき評判コレクション2016春夏
- 東武百貨店ときめき評判コレクション2016秋冬
- とことん船橋～突撃!ふなばしものづくり最前線～
- 日清ヘルシーリセッタ
- ふなばしセレクション認証品
- ふなばしTIMES（J:COMチャンネル）
- フロンティア～平成の開拓者たち～（津別町移住PRビデオ）
- 薬用グローリン・ギガ（TVCM）
- auじぶん銀行（TVCM）
- CDエナジーダイレクト（TVCM）
- Jユースカップ 2016
- Jユースカップ 2017
- MIタウン企画部（TVCM）
- NEWS ZERO（日本テレビ）
- RIZAP
- TOKYO Re：STARTER

### 実写
テレビ
- おはスタ
- 情報新惑星
- 熱血!ホビースタジアム
- ふなばしTIMES（J:COMチャンネル）
- CRわ。（TVCM）

WEB
- 旬の市場（イメージムービーモデル）
- ミステリー探偵ジューン（WEB広告）
- ロイヤルマッチ（WEB広告）
- MSNクリスマス特集（イメージカットモデル）

### ラジオ
- 智一・美樹のラジオビッグバン（文化放送：5代目アシスタント（第3期BGP））

### ドラマCD
- 課長の恋（社員C）
- バイトは家政夫!?2醜聞!?宣伝!?（河田嘉彦）
- FOOKIES（第6巻/園芸部員）
- るり色輪廻〜ラジオはじめて物語〜（教師）

### 舞台
- 劇団さんきゅうまあと第10回公演「キラキラになりたくて」（哲）
- 劇団さんきゅうまあと第11回公演「I.S.I～いまも そこに いきている～」（優希）
- 劇団しゅうくりー夢 Vol.40「大正探偵怪奇譚 〜第弐夜〜 鬼哭」（マシラ・帝国陸軍兵士、警官）
- タンバリンプロデューサーズ第1回公演「chicken magician」（イーグル鷲尾）

### その他
- ザ・おやじファイト（リングアナウンサー）
- さるびあフェスタ2009（MC）
- 次世代ワールドホビーフェア（クラッシャーBB/MC）
- 純烈・各種記念歌謡ショー（MC）
- スポーツ報知・オーディオGコラム
- タカラトミーボーイズホビーフェスティバル（クラッシャーBB/MC）
- ドナルドアピアランス（ドナルド・マクドナルド）
- ヤマハ音楽教室・各種発表会（司会）
- K-1・TRYOUT2007・SURVIVAL（リングアナウンサー）
- LisPon（iOSボイスアプリ）（公式声優アカウント）
- PHOTONEXT 2019（イメージモデル）